# La Touraine (paquebot)
Pour les articles homonymes, voir Touraine (homonymie).
La Touraine était un paquebot de la Compagnie générale transatlantique en service de 1891 à 1923.

## Histoire
Lors de sa mise en service, La Touraine était le plus grand paquebot français en tonnage et le cinquième dans le monde. Ses dimensions correspondaient aux possibilités maximales du port du Havre, contrainte qui ne disparaîtra pas avant les années 1930. Il fut également le dernier paquebot de la compagnie à posséder des voiles.
Il entre en service en juin 1891 sur la ligne Le Havre—New York. C'est, à l'époque, le navire le plus rapide de la Transat, il atteint la vitesse moyenne de 21,2 nœuds en juillet 1892 au cours d’une traversée de l’Atlantique en 6 jours 17 heures et 30 minutes.
En 1894, il effectue la première croisière organisée par la Transat pour les touristes américains avec un départ de New York pour un tour complet de la Méditerranée en passant auparavant par les Acores et Lisbonne et allant jusqu'à Constantinople.
Entre 1900 et 1902, il est complètement refondu et modernisé avec notamment la suppression de l'un de ses mâts.
En janvier 1903, un incendie endommage une grande partie des aménagements pour passagers.
Le 12 avril 1912 il envoie un signalement d'iceberg au Titanic. Le paquebot britannique en recevra des signalements similaires d'autres navires dans les deux jours suivant avant d'heurter un iceberg dans la nuit du 14 avril.
À partir de 1913, il effectue l’été des rotations avec le Canada.
En octobre 1913, il est l'un des dix navires qui portent secours au paquebot italien Volturno en feu au milieu de l’Atlantique, et recueille 42 des 520 rescapés qu’il débarque à New York.
Pendant la Première Guerre mondiale, il continue à assurer le service de New York, et est brièvement utilisé comme croiseur auxiliaire.
De juin à août 1923, il est utilisé comme hôtel flottant à Göteborg, en Suède durant une foire-exposition. À cette occasion, il est rebaptisé Maritime et sa coque repeinte en gris.
Il est démoli à Dunkerque fin 1923.

## Témoignage d'Alphonse Allais, passager sur la Touraine
Alphonse Allais fit une traversée sur Le Havre-New York sur  La Touraine lors de son voyage en Amérique en juin et juillet 1895. Il en fit un récit vivant et moqueur sur l'ambiance joyeuse, arrosée de moult cocktails et agrémentée des traditionnels paris sur la marche quotidienne du navire de méridienne à méridienne 

« Le vieux monsieur très bien à qui j'ai conté mon histoire de culture de topinambours au Haut-Labrador commence à devenir très rasant. Il ne rate pas une occasion de me procurer des tuyaux sur ma future industrie. J'étais ce soir, sur le pont, en grande conversation avec la toute charmante miss Maud Victoria P...quand il est venu me quérir en grande hâte pour me présenter à un passager dont la seconde femme a un gendre qui va se remarier avec une jeune veuve du Labrador et très susceptible par conséquent (le passager) de me donner des renseignements de la plus haute importance sur l'agriculture en ces parages .
C'est bien fait pour moi. Ca m'apprendra à faire des blagues! 
Marche du Navire 472 milles. C'est Mr Deering qui a gagné la poule . Longitude 56°10' Ouest  Latitude 42°23'Nord »